# سد أثال
سد أُثَال هو أحد سدود مكة المكرمة التاريخية والتي يعود تاريخ بنائها إلى القرن الأول هجري.

## البناء
بني السد خلال عهد الدولة الأموية، ولا يزال بحالة جيدة بالرغم من الأتربة التي طمرت حوضه. وقد ذكر الدكتور ناصر الحارثي في كتابه "السدود الأثرية في مكة المكرمة" أن سد أُثال هو أحد السدود الثلاثة التي بناها الحجاج بن يوسف الثقفي سنة 73-74 هـ الموافق 693 و 694 م في شمال المعيصم على طريق وادي العسيلة.

## الوصف
يقع السد في المعيصم بمنى شمال شرق مكة المكرمة٬ على يسار الذاهب من المعيصم باتجاه الشرائع٬ ويبلغ طوله أربعين مترًا، وارتفاعه من منتصفه سبعة أمتار٬ وسمكه خمسة أمتار ونصف المتر وجدار السد مقسم إلى خمس طبقات. يمتد جداره من الشمال الشرقي إلى الجنوب الغربي٬ والنصف الشمالي منه متدرج٬ وقد بني من جدارين حشي ما بينهما بالدبش.